# Potočec
Potočec je naseljeno mjesto u Republici Hrvatskoj u Zagrebačkoj županiji. 

## Zemljopis
Administrativno je u sastavu općine Gradec. Naselje se proteže na površini od 6,95 km².

## Stanovništvo
Prema popisu stanovništva iz 2001. godine u Potočcu žive 104 stanovnika i to u 31 kućanstvu. Gustoća naseljenosti iznosi 14,96 st./km².
| broj stanovnika | 154   | 146   | 167   | 190   | 175   | 200   | 183   | 177   | 153   | 157   | 143   | 123   | 113   | 98    | 104   | 88    | 72    |
|                 | 1857. | 1869. | 1880. | 1890. | 1900. | 1910. | 1921. | 1931. | 1948. | 1953. | 1961. | 1971. | 1981. | 1991. | 2001. | 2011. | 2021. |